# Barnstaple Municipal Borough
Der Barnstaple Municipal Borough war ein Municipal Borough in Devon. Er umfasste die Gemeinden Barnstaple und East Pilton, die 1974 nach Barnstaple eingemeindet wurde.

## Geschichte
Der Borough entstand mit dem Municipal Corporations Act 1835. Mit dem Local Government Act 1972, der am 1. April 1974 in Kraft trat, wurde er Bestandteil des neuen Districts North Devon. Der Distrikt hatte 1911 eine Fläche von 2.235 Statute Acres (ca. 9,1 km²).

## Einwohnerentwicklung
| Jahr | Einwohner |
| ---- | --------- |
| 1911 | 14.485    |
| 1921 | 14.409    |
| 1931 | 14.700    |
| 1939 | 15.103    |
| 1951 | 16.299    |
| 1961 | 15.944    |